# Geospiza scandens
Geospiza scandens là một loài chim trong họ Thraupidae.

## Hình ảnh

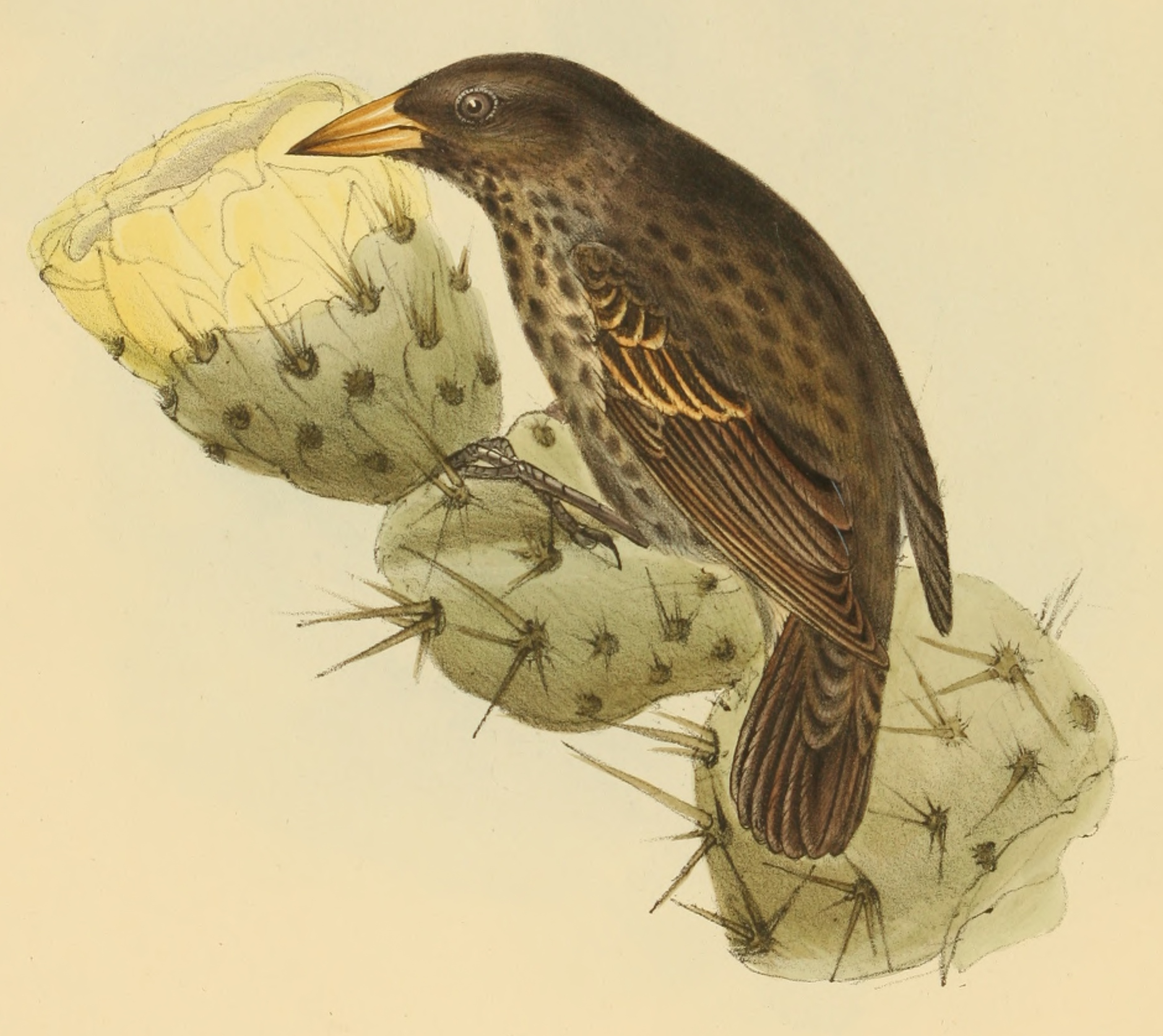
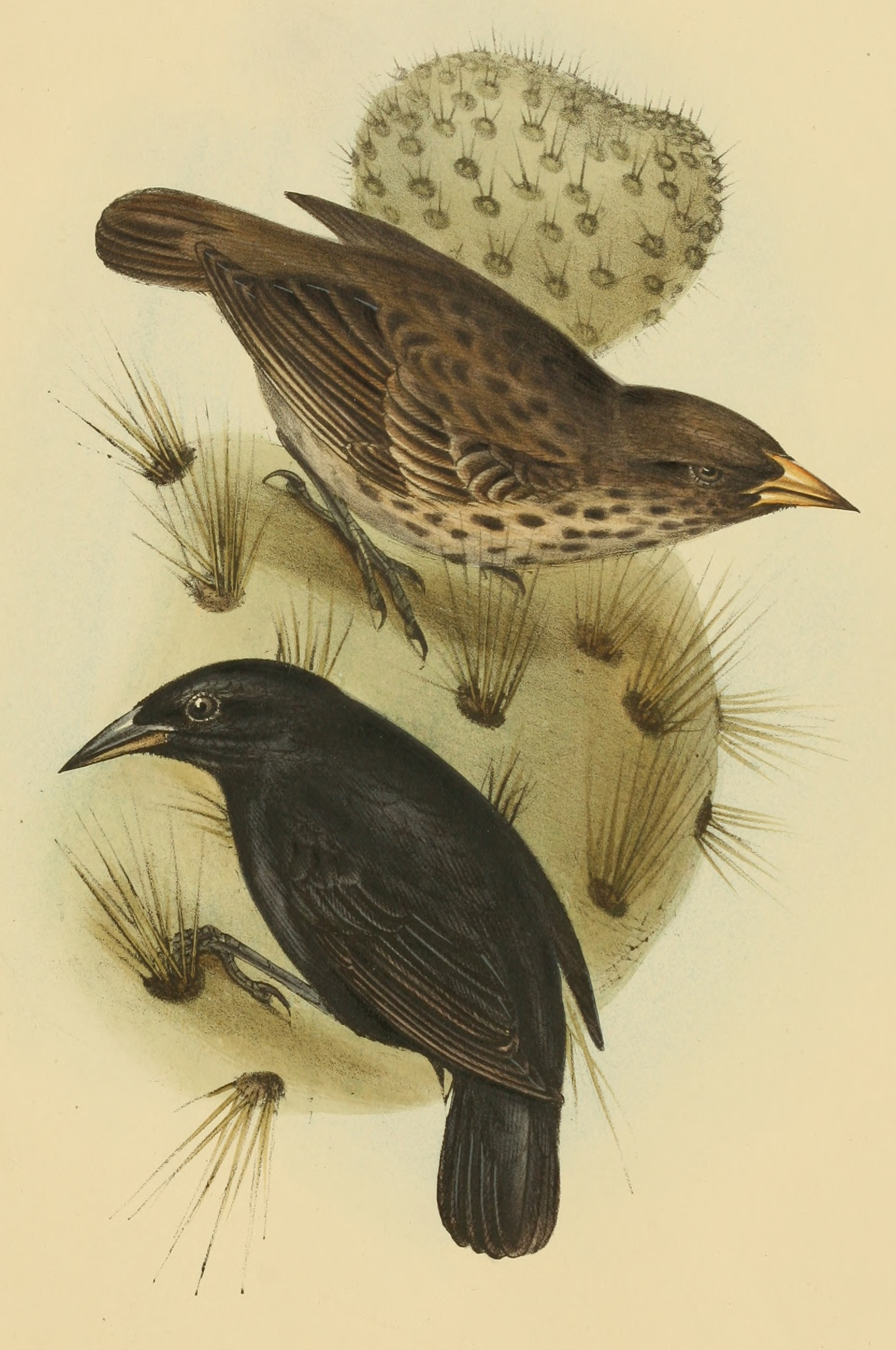